# 克拉克艺术中心
42°42′28″N 73°12′49″W / 42.70778°N 73.21361°W
克拉克艺术中心（英語：Clark Art Institute），即斯特林和弗朗辛·克拉克艺术中心（the Sterling and Francine Clark Art Institute）位于马萨诸塞州伯克夏縣的威廉斯敦，占地140英亩。1955年，由罗伯特·斯特林·克拉克（ Robert Sterling Clark）与其妻子弗朗辛·克拉克所创立，克拉克艺术中心是世界上为数不多的集艺术博物馆、高等教育、艺术研究与批评于一身的国际艺术中心。 克拉克艺术中心的藏品包括从文艺复兴至二十世纪早期的欧美绘画，版画，雕塑，照片，装饰艺术品等，中心还拥有一座图书馆，馆内藏有大量艺术历史类书籍。此外，克拉克艺术中心与威廉姆斯学院一起合作开办了全美顶尖的艺术史研究生课程。 由克拉克艺术中心创建的研究和学术计划（Research and Academic Program, 简称RAP）每年吸引了世界各地的艺术领军人物，他们在中心里开展多样的国际研究项目、常规会议、学术讨论会和座谈会。克拉克艺术中心与马萨诸塞州当代艺术博物馆（MassMoCA）和威廉姆斯学院艺术博物馆（WCMA）组成了马萨诸塞州伯克希尔郡艺术三角，每年参观量超过20万人。

## 历史

### 缘起
克拉克艺术中心由罗伯特·斯特林·克拉克（ Robert Sterling Clark）和他的妻子弗朗辛（Francine）共同创建。罗伯特·斯特林·克拉克 是一位企业家、探险家、军人、驯马师、著名艺术收藏家。斯特林在多次远东探险后，1911年定居巴黎，通过使用从祖父那里继承的可观财富(主要来自盛家缝纫机公司)开始了其私人艺术收藏。在巴黎，斯特林遇见了女演员弗朗辛·克莱瑞（Francine Clary），并在1919年与之结为夫妻。弗朗辛婚后与丈夫斯特林一起投入了艺术收藏事业。
克拉克夫妇收藏着大量精美的艺术品，随着冷战的爆发和核武器的迅速发展，他们越来越担心这些艺术品的安全。原本他们住在纽约，并计划将自己的收藏最终捐赠给纽约大都会艺术博物馆(Metropolitan Museum of Art)，但考虑到冷战与核武器对纽约的威胁，克拉克夫妇开始在纽约附近的乡村和马萨诸塞州寻找合适的地方，计划为他们自己的艺术品建立一座私人博物馆。
马萨诸塞州的威廉斯敦被绿色山脉（Green Mountain）、伯克希尔山脉（Berkshira Mountain）和泰克尼克山脉（Taconic Mountain）环绕，此外，还有一座全美顶尖的文理大学威廉姆斯学院坐落于此。克拉克家族与威廉姆斯学院渊源深厚，斯特林先生的祖父与父亲都曾任职于学院董事会。1949年，斯特林夫妇决定选择这个远离喧嚣的宝地作为博物馆的驻地，并于当年开始与当地政府、威廉姆斯学院和威廉姆斯学院艺术博物馆的管理人员展开商谈。1950年3月14日克拉克艺术中心与当地机构签署协议，在第一任馆长、银器交易商彼得·吉尔(Peter Guille)的领导下，克拉克艺术中心于1955年5月17日对公众开放，从此成为伯克希尔郡的文化地标之一，为游客、艺术爱好者和学者所钟爱。

### 建筑
克拉克艺术中心占地140英亩，拥有包括建于1950年代的博物馆建筑、克拉克中心、曼顿研究中心、兰德中心和库房、地下通道、艺术品相关设备等在内的物理设施共97,700平方英尺。
早期博物馆建筑是一座由丹尼尔·德弗莱尔·佩里(Daniel Deverell Perry)设计的白色大理石建筑，于1955年开放。曼顿研究中心则由彼得罗·贝卢斯奇（Pietro Belluschi）设计，包含展厅、图书馆和各种项目研究场所，于1973年完工。
基于长远的发展目标，克拉克艺术中心于2001年开始了一项长期的馆舍扩建工程，旨在改善和充分利用环境。该工程得到了景观设计公司里德·希尔德布兰德（ Reed Hildebrand）、建筑师安藤（Tadao Ando）和安娜贝尔·塞尔多夫（Annabelle Selldorf）的帮助。里德·希尔德布兰德重新设计了克拉克艺术中心周边环境，改造了附近的步行道，种植了上千棵树，并创建了一个利用再生水的倒影池。安藤忠雄(Tadao Ando)设计了两个扩建项目：占地32,000平方英尺的兰德中心和占地42,600平方英尺的克拉克中心，两者分别于2008年和2014年开放。
由石头、混凝土和玻璃构成的克拉克中心是克拉克艺术中心的核心部分，也是观众的主要入口。克拉克中心位于早期博物馆建筑的西北部，拥有超过11,000平方英尺的特展空间，新的餐饮、商店和家庭活动空间和一个全体玻璃建造的展馆。兰德中心拥有两个画廊和一个露台咖啡馆，同时，威廉姆斯艺术保护中心(Williamstown Art Conservation Center)也坐落于此。其设计初衷为森林中等待被发现的避世圣地，因此它隐匿在山林溪水之间，景色别致，别有天地。
安娜贝尔·塞尔多夫（Annabelle Selldorf）则对克拉克的现有建筑进行了翻新。她为1955年的博物馆建筑增设了美国绘画和装饰艺术展厅，展览空间增加15%；她为曼顿研究中心的礼堂和中心庭院进行了翻修，创建了几个展厅和一个学习中心。曼顿研究中心最终于2016年重新开放，其开放标志着克拉克艺术中心全方位扩建工程的完成。

## 校园和场地

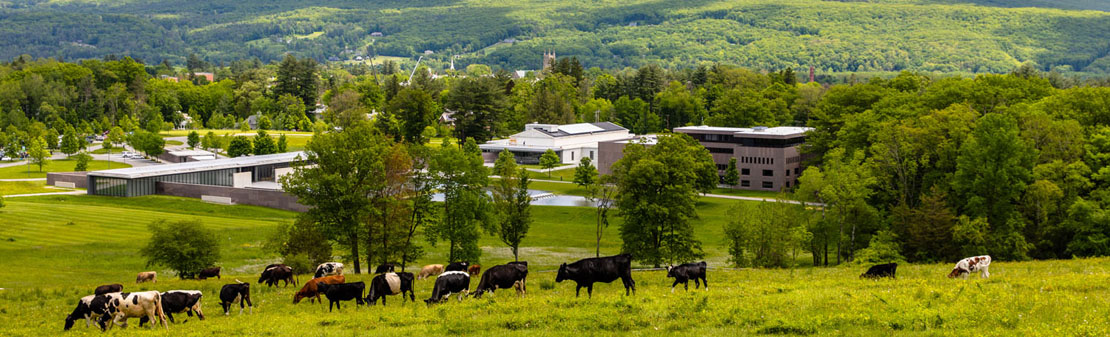
从石山看博物馆

### 景观
除了建筑物本身之外，克拉克校区还拥有 140 英亩的草地、树林和步道。 根据斯特林和弗朗辛·克拉克的最初想法，博物馆强调伯克郡的自然美景作为游客体验的一个重要方面。 在一年中温暖的月份，由景观设计师 Reed Hilderbrand 设计的宽敞的三层倒影池迎接游客。

### 博物馆的奶牛
在温暖的月份里，放牧的奶牛在石山上吃草。 据克拉克艺术学院网站称，奶牛很友好，但不喜欢被接近。

### 踏雪版
在冬季，游客可以免费借用一双雪鞋探索校园和雪中小径。

## 艺术收藏

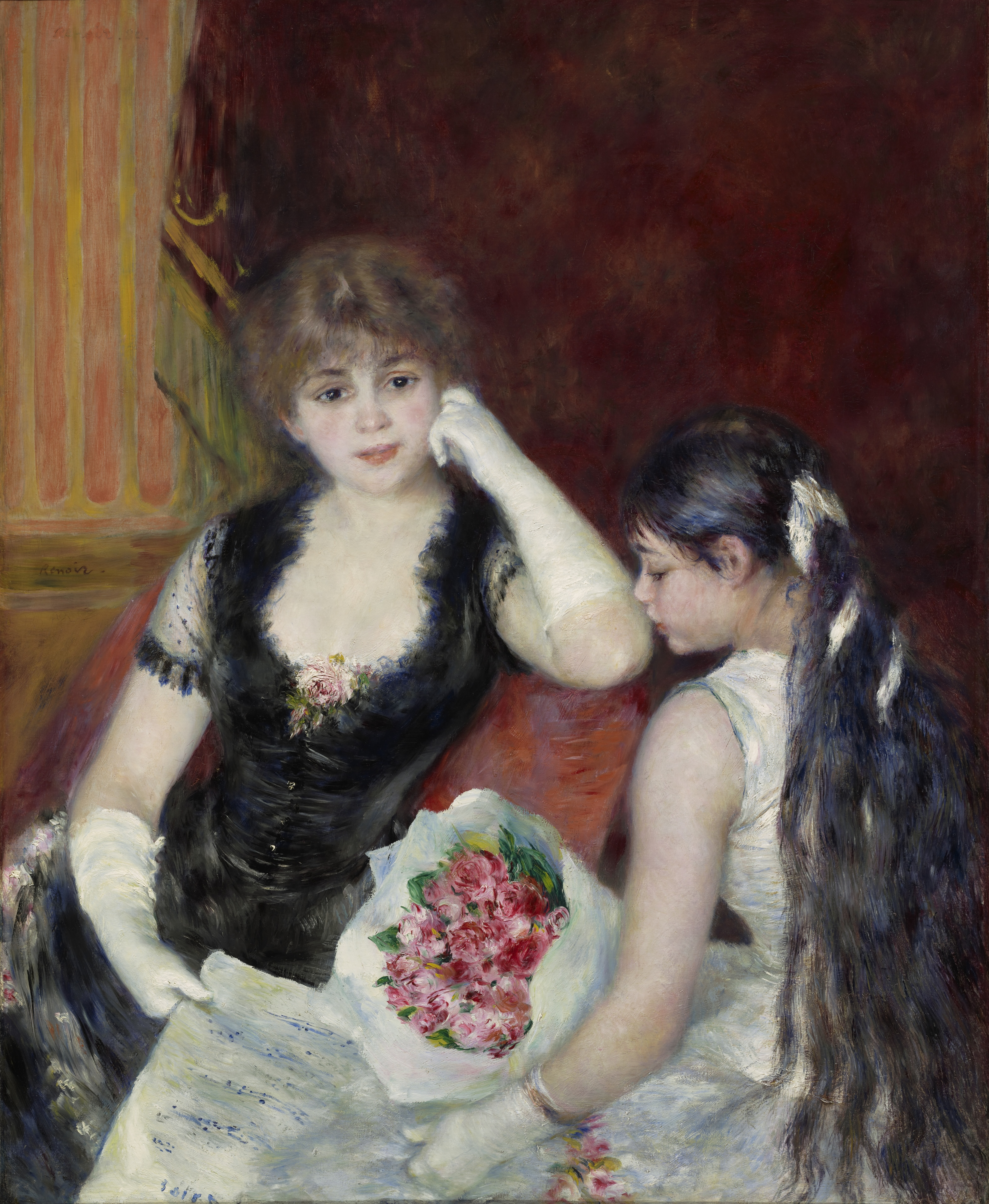
Pierre-Auguste Renoir, A Box at the Theater (At the Concert), 1880 在克拉克艺术中心

### 艺术收藏的起源
最初，克拉克夫妇专注于意大利、荷兰和佛兰德斯古典大师的绘画。 随着时间的推移，他们的品味转向了约翰·辛格·萨金特、埃德加·德加、温斯洛·荷马和皮埃尔·奥古斯特·雷诺阿等艺术家。 1920 年后，克拉克夫妇主要关注十九世纪法国艺术，特别是印象派和巴比松画派的作品。 在接下来的三十五年里，克拉克夫妇的私人收藏不断增加，包括十四世纪初至二十世纪初的绘画、瓷器、银器、版画和素描。
博物馆的永久收藏有几个要素。 雷诺阿、罗丹、乔治·英尼斯、约翰·辛格·萨金特和让-莱昂·杰罗姆都在其中占据重要地位。 克拉克以布格罗的《仙女与色狼》为特色，这是法国最伟大的学术作品之一，如今以其法国印象派作品而闻名。

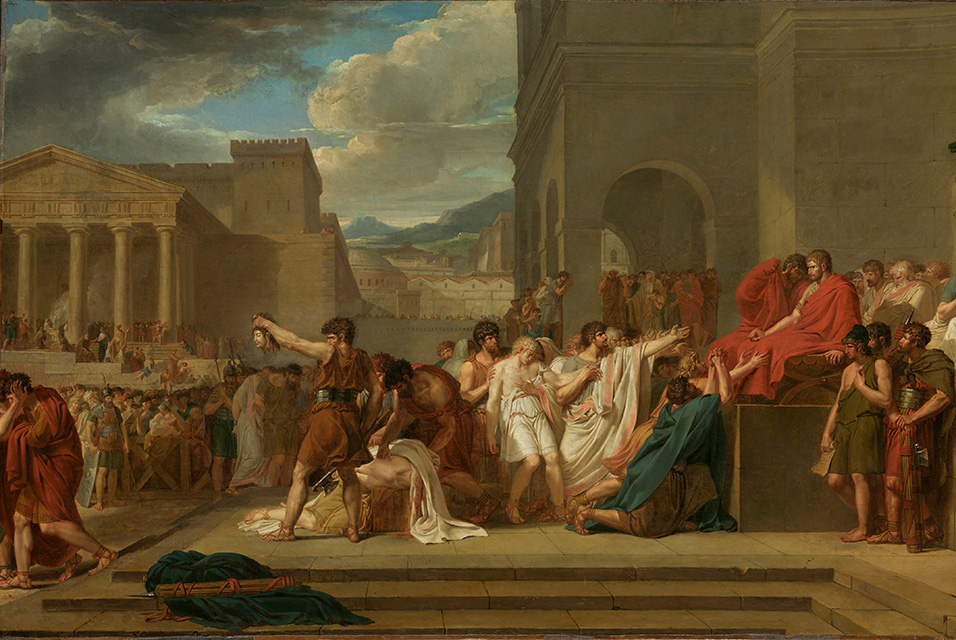
纪尧姆·莱蒂埃(Guillaume Guillon-Lethière)的《布鲁图斯谴责他的儿子们死刑》(Brutus Condemning His Sons to Death)（1788 年）于 2018 年被博物馆收购

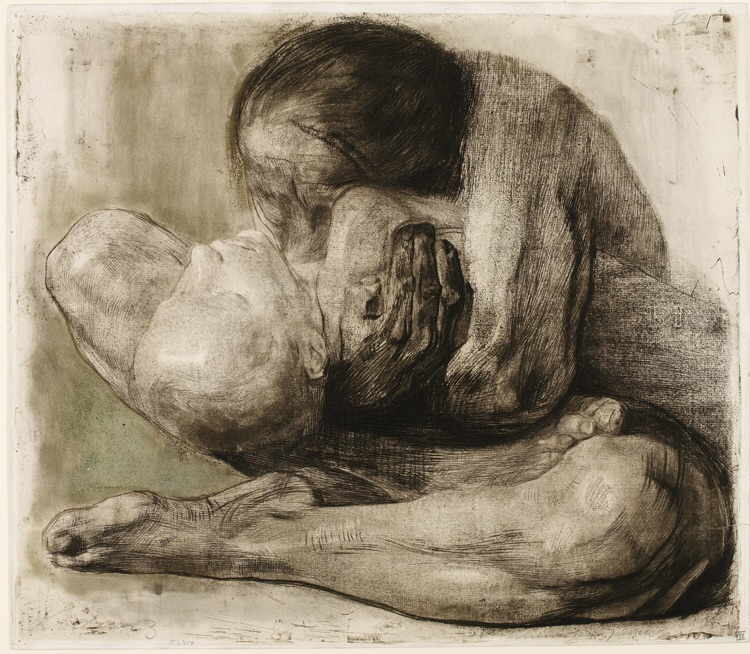
凯绥·柯勒惠支，《抱死孩子的女人》（图腾类圣母），（1903 年）。克拉克于 2015 年收购，柯勒惠支使用细线和深阴影描绘了一位母亲悲伤孩子的悲剧

### 新收购
克拉克酒店继续打造和塑造其收藏，以更全面、更有效地实现其使命。 最近收购的作品包括纪尧姆·吉永-莱蒂埃 (Guillaume Guillon-Lethière) 的《布鲁图斯谴责他的儿子们死刑》(Brutus Condemning His Sons to Death) 以及风景专辑 (Paysage)，其中包含大约一百幅风景画，大部分是莱蒂埃本人的作品。 最近还收购了由玛丽·维多利亚·雅阔特 (Marie-Victoire Jaquotot) 绘制的《著名女性茶会》(Cabaret des femmes célèbres)，这是仅有的三幅已知的以在治理、文学、哲学和国际关系领域取得成就的女性肖像为特色的作品之一。 其他新藏品包括阿道夫·尤金·加布里埃尔·罗恩 (Adolphe-Eugène-Gabriel Roehn) 创作的《博耶总统在海地宫殿宣誓就职》，以及弗兰克和凯瑟琳·马图奇 (Frank Martucci) 和凯瑟琳·马图奇 (Katherine Martucci) 最近赠送的一份重要礼物，其中包括美国黑人的早期照片，特别是爱德华·J·苏比 (Edward J. Souby) 和詹姆斯的早期照片 范德泽. 2013 年，弗兰克·马图奇 (Frank Martucci) 和凯瑟琳·马图奇 (Katherine Martucci) 向博物馆赠送了八幅乔治·英尼斯 (George Inness) 风景画，补充了他已有的两幅作品。

### 曼顿英国艺术收藏 （The Manton Collection of British Art）
自 1955 年成立以来，克拉克艺术学院通过收购、捐赠和遗赠不断增加其收藏，最近的重点是扩大其摄影收藏。 2007年，曼顿基金会将其创始人埃德温爵士和曼顿夫人的藏品捐赠给博物馆。 曼顿英国艺术收藏[17] 包括 J.M.W. 等英国艺术家的 200 多件作品。 特纳、托马斯·庚斯博罗和约翰·康斯特布尔。

## 克拉克研究与学术计划（Research and Academic Program）
随着克拉克艺术中心与威廉姆斯学院的合作以及克拉克图书馆的建立，克拉克研究与学术计划（又常被简称为RAP）于在90年代后期成立。同时，该项目是克拉克艺术中心致力于学术研究初衷的写照。在约翰·奥尼恩斯（John Onians）, 迈克尔·安·霍利 (Michael Ann Holl)y和达尔比 (Darby English)的指导下，这个项目的影响范围不断扩大。多年来，克拉克研究与学术计划已与各类地域性和国际性的机构和学者展开了合作，始终坚持并期待挑战与探索视觉艺术的未来。
克拉克研究与学术计划致力于帮助学者、评论家、博物馆工作者探索其职业专长之外的研究机会，每年资助10至16位学者进行为期四个星期到十个月不等的驻地研究。该项目同时主办各种学术研讨会、讨论会、策展人圆桌会议，并邀请世界各地的学者参与研究，分享观点。

## 威廉姆斯学院艺术史研究生课程 （Williams College Graduate Program in the History of Art）
从1972年开始，克拉克艺术中心与威廉姆斯学院合作创立了威廉姆斯学院艺术史研究生课程，项目设于克拉克艺术中心。其学生在为期两年的学习中不仅将接受高强度的学术研究训练，还包括策展实习，研讨会，国际考察等。该项目毕业的近1500名毕业生中不泛博物馆与艺术领域的领军人物，包括普利策艺术基金会(Pulitzer Arts Foundation)主席卡拉•斯塔克(Cara Starke)、芝加哥艺术学院(Art Institute Of Chicago)院长詹姆斯•朗多(James Rondeau)和佳士得副董事长保罗•波斯特(Paul Provost)，他们都是该项目的受益人。

## 克拉克教育项目（Education Program）
克拉克艺术中心博物馆提供丰富多样的公众教育项目，旨在吸引公众参与并沉浸体验克拉克的收藏、展览和周边环境，帮助人们树立艺术改善生活的意识。其教育团队在美国享有盛誉，教育项目也先后摘得多个国家级奖项。根据目标人群不同公众教育项目可以分为儿童项目、学生项目、家庭项目、成人项目和特殊人群项目。项目设计内容、形式多样，从展厅对谈到讲座、艺术工作坊、电影系列。克拉克艺术中心期望为所有年龄和背景的观众提供人性化的艺术服务。

## 克拉克杰出艺术类写作奖 (Clark Prize for Excellence in Arts Writing)
克拉克杰出艺术类写作奖于2006年创立，两年颁发一次。奖项的设立是为了推进公众理解和欣赏视觉艺术。除2006年有三人同时获得此奖项以外，每年获奖人数为一人。历年获奖人员情况：
- 2006: Kobena Mercer, Linda Nochlin and Calvin Tomkins
- 2008: Peter Schjeldahl
- 2010: Hal Foster
- 2012: Brian O'Doherty
- 2015: Eileen Myles

## 克拉克艺术中心管理
该馆为美国典型的私人博物馆，资金来源于基金会和私人捐赠，其最近10年完成的扩建项目得到了高达1.45亿美元投资。该资金来源于私人捐赠、基金会支持、马萨诸塞州文化设施基金(Massachusetts Cultural Facilities Fund)以及马萨诸塞州联邦政府联合组织的债券融资。

## 克拉克馆藏概况
1955年以来，克拉克艺术中心一直在收藏艺术品，近年来的重点是扩大其摄影作品的收藏。克拉克艺术中心的收藏以印象派绘画最为知名，尤其是皮埃尔-奥古斯特·雷诺阿(Pierre-Auguste Renoir)、 奥斯卡-克洛德·莫奈(Oscar-Claude Monet)的印象派画作，此外让-里昂·格罗米(Jean-Léon Gérôme)和威廉·布格罗(William Bouguereau)的古典画派作品，以及精美的英、美银器收藏也非常著名。
最初，克拉克夫妇集中收集意大利、荷兰和佛兰德斯的绘画大师作品。随着时间的推移，他们的兴趣逐渐转向约翰·辛格·萨金特(John Singer Sargent)、埃德加·德加(Edgar Degas)、温斯洛·荷马(Winslow Homer)和皮埃尔-奥古斯特·雷诺阿(Pierre-Auguste Renoir)等艺术家。1920年后，克拉克夫妇主要专注于19世纪法国的艺术——特别是印象派和巴比松学派的作品。在接下来的35年里，克拉克夫妇收集了更多14世纪早期至20世纪早期的绘画、瓷器、银器、版画和素描。
自成立以来，克拉克艺术中心的馆藏随着购买、馈赠和遗赠不断增加。2007年，曼顿基金会将其创始人埃德温爵士(Sir Edwin)和曼顿夫人(Lady Manton)的藏品捐赠给了博物馆，其中包括了200多件英国艺术家的作品，如J.M.W.特纳(J.M.W. Turner)、托马斯·甘斯伯勒(Thomas Gainsborough)和约翰·康斯特布尔(John Constable)。2013年，弗兰克和凯瑟琳·马图西(Frank and Katherine Martucci)则将八幅乔治·因尼斯(George Inness)的风景画作为克拉克原有收藏的补充捐赠给了克拉克艺术中心。
目前，克拉克收藏的30余幅雷诺阿最具盛名，它们成为克拉克收藏的象征，吸引着来自世界各地的观众。

## 馆藏精品

### 名家画作
- Jean-Honoré Fragonard, The Warrior, c. 1770
- Pietro Perugino, Pieta with Nicodemus and Joseph of Arimathea, c. 1495 （页面存档备份，存于）
- Botticelli and workshop, Madonna and Child with the Young Saint John the Baptist, c. 1490-1500
- Hans Memling, Portrait of Gilles Joye, 1472
- Domenico Ghirlandaio, Portrait of a Lady, c. 1490 （页面存档备份，存于）

### 19世纪绘画

#### 印象派和后印象派作品
- Edgar Degas, Dancers in the Classroom, c. 1880
- Claude Monet, Rouen Cathedral, the Façade in Sunlight, c. 1892-94
- Alfred Sisley, Thames at Hampton Court, c. 1874
- James Tissot, Chrysanthemums, c. 1874-76
- Berthe Morisot, The Bath (Girl Arranging Her Hair), c. 1885-1886
- Henri de Toulouse-Lautrec, Carmen, c. 1884
- Édouard Manet, Moss Roses in a Vase, c. 1882

##### 皮埃尔-奥古斯特·雷诺阿
- Pierre-Auguste Renoir, Camille Monet Reading, c. 1873
- Pierre-Auguste Renoir, Thérèse Berard, c. 1879
- Pierre-Auguste Renoir, Sleeping Girl with a Cat, c. 1880
- Pierre-Auguste Renoir, At the Concert, a Box at the Opera, c. 1880
- Pierre-Auguste Renoir, Blonde Bather, 1881
- Pierre-Auguste Renoir, Self-portrait, c. 1899

#### 古典主义作品
- Pierre Puvis de Chavannes, Death and the Maiden, c. 1872
- William-Adolphe Bouguereau, Nymphs and Satyr, c. 1873
- Jean-Léon Gérôme, The Slave Market, c.1884
- Lawrence Alma-Tadema and Laura Theresa Alma-Tadema, Women of Amfissa, c. 1887
- Jean-Léon Gérôme, The Snake Charmer, c.1879

### 美国绘画
- Gilbert Stuart, Portrait of George Washington, c. 1797
- John Singer Sargent, Carolus-Duran, c. 1879
- Winslow Homer, West Point, Prout's Neck, c. 1900
- Frederic Remington, The Scout Friends or Foes, c. 1900-1905
- John Singer Sargent, Neapolitan Children Bathing, c. 1879
- George Inness, Wood Gatherers: An Autumn Afternoon, c. 1891
- John Singer Sargent, Fumée d'ambre gris (Smoke of Ambergris), c. 1880

### 英国艺术（来自曼顿收藏）
- Joseph Mallord William Turner, Melrose Abbey, c. 1822
- Edward William Cooke, Venice at Sunset, c. 1864
- John Constable, The Wheat Field, c. 1816

### 版画和纸质绘画
- Albrecht Dürer, Adam and Eve, c. 1504
- Hilaire-Germain-Edgar Degas, Entrance of the Masked Dancers, c. 1879
- Edvard Munch, Man's Head in Woman's Hair, c. 1896
- Edvard Munch, Madonna, c. 1895
- Winslow Homer, Lemon, c. 1876
- Henri de Toulouse-Lautrec, Balcony with a Gilded Grotesque Mask, 1894
- Mary Cassatt, After the Bath, c. 1895
- Jean-François Millet, The Sower, c. 1865
- Philibert Louis Debucourt, Modes et Manières No. 9: L'Escarpolette (Chapeau de paille brodé, sans Rubans), c. 1800
- Erich Heckel, Portrait of a Man, c. 1918

### 摄影作品
- William Willis, Wells Cathedral, c. 1873-74
- Gustave Le Gray,Standing Nude, c. 1855